# Vierkant eiland in de plas
Vierkant eiland in de plas is een groot monumentaal kunstwerk gemaakt door kunstenaar Frans de Wit (Leiden, 1942-2004). Het kunstwerk staat in de Nederlandse stad Rotterdam, in de wijk Prinsenland. Het markeert het historisch laagste punt van Nederland, wat ruim 7 meter onder NAP ligt. Het kunstwerk is onthuld op 2 oktober 1996.

## Beschrijving
Het is een kunstmatig eiland van 52 × 52 meter en het bestaat uit een diepe betonnen schaal met een diameter van 28,5 meter op een vierkante basis, met rondom oplopende balken die 7,15 meter boven de waterspiegel uitsteken en op ongeveer gelijke hoogte uitkomen van het NAP. Het eiland is met twee brugdelen verbonden met de oevers. Binnen de architectuur vertegenwoordigt het vierkante eiland het klassieke vraagstuk om te komen van vierkant naar cirkel.

## Fotogalerij

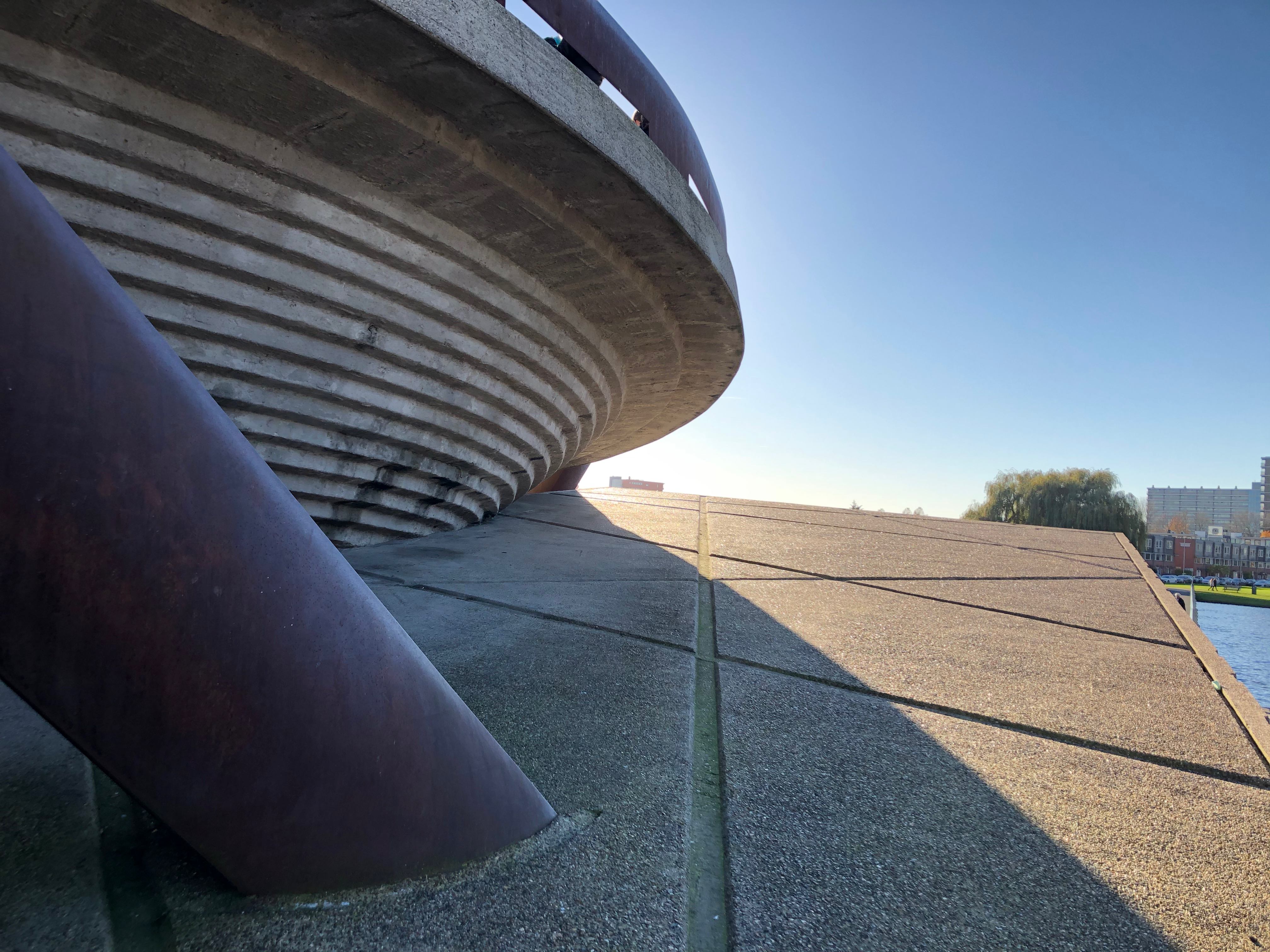
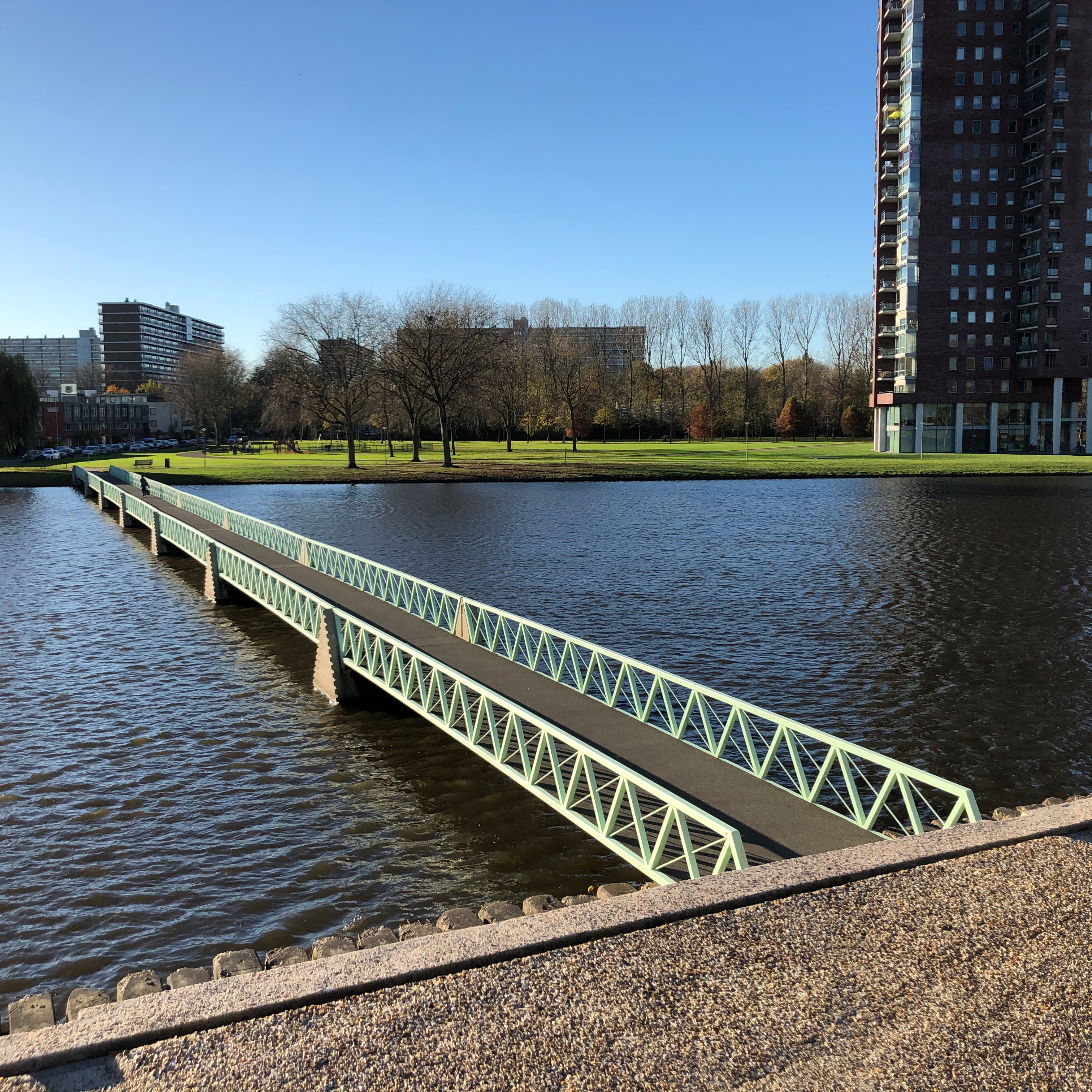
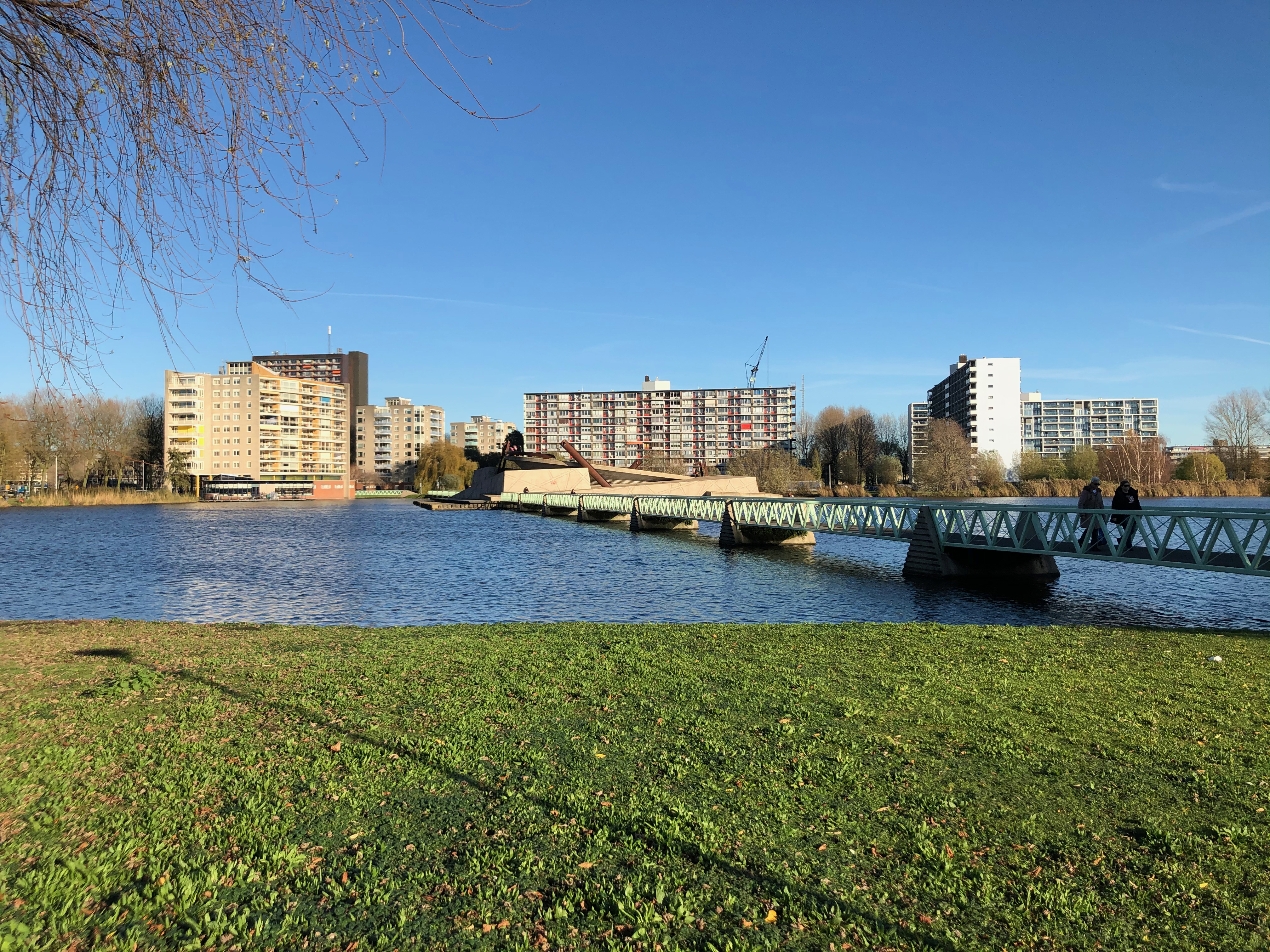
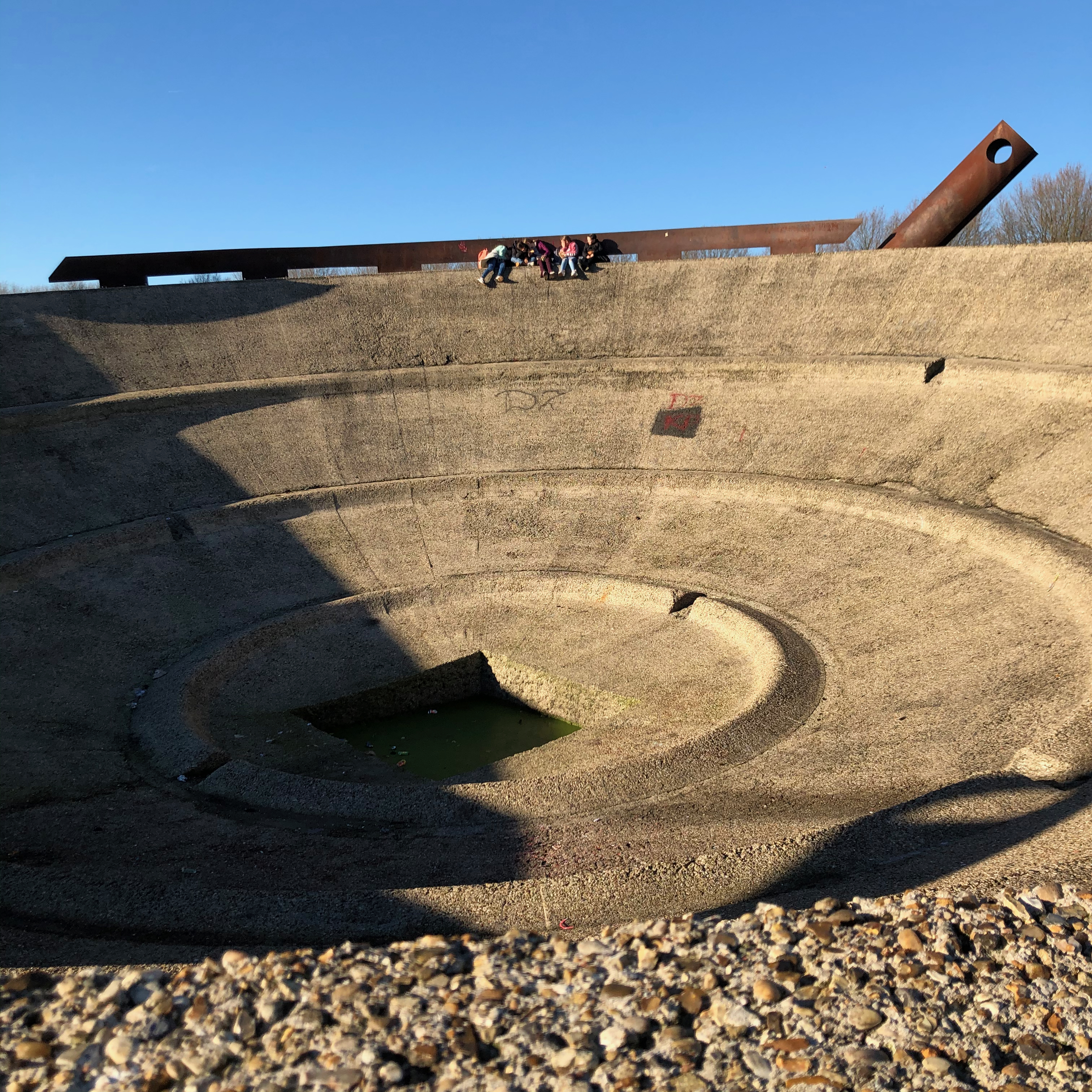